# Hill & Knowlton
Hill & Knowlton (od stycznia 2012 do listopada 2023 działająca jako Hill+Knowlton Strategies) – agencja public relations, z główną siedzibą w Nowym Jorku oraz 80 biurami w 40 państwach. Powstała w Cleveland, w 1927 roku, z inicjatywy Johna W. Hilla. Od 1 lipca 2024 r. działa pod marką Burson, która powstała w wyniku decyzji WPP o połączeniu Burson Cohn & Wolfe (BCW) z Hill & Knowlton (H&K).

## Historia
John W. Hill, były dziennikarz finansowy, w 1927 założył swoją własną firmę w Cleveland. Wraz z dołączeniem Donalda Knowltona, dyrektora ds. public relations w jednej z placówek bankowych, firma została przemianowana na Hill & Knowlton. Hill, aktywnie wspierający przedsiębiorców republikanin, wyrobił swoją markę, reprezentując huty stali w sporach z pracownikami w latach 30. XX wieku. W 1934 przeniósł siedzibę główną firmy do Nowego Jorku (zarządzał nią do 1962).
W 1946 Hill i Knowlton rozwiązali umowę o partnerstwie. Knowlton przejął kierownictwo nad oddziałem firmy w Cleveland, która została zamknięta niedługo po jego przejściu na emeryturę w 1946. 
W 1952 Hill zbudował sieć z oddziałami w Europie. W 1980 Hill & Knowlton zostało przejęte przez Grupę JWT. W 1987 JWT zostało częścią Grupy WPP.

## Biuro w Polsce
Polskie Biuro Hill & Knowlton Strategies znajduje się w Warszawie. Firma zatrudnia ponad 50 osób. Od 2 lipca 2012 agencją w Polsce kieruje Grzegorz Szczepański.